# Giro di Lombardia 1964
Il Giro di Lombardia 1964, cinquantottesima edizione della corsa, fu disputata il 17 ottobre 1964, su un percorso totale di 266 km. Fu vinta dall'italiano Gianni Motta, giunto al traguardo con il tempo di 6h54'00" alla media di 38,551 km/h, precedendo il connazionale Carmine Preziosi ed il belga Jos Hoevenaers.
Presero il via da Milano 163 ciclisti e 50 di essi portarono a termine la gara.

## Ordine d'arrivo (Top 10)
| Pos. | Corridore        | Squadra       | Tempo    |
| ---- | ---------------- | ------------- | -------- |
| 1    | Gianni Motta     | Molteni       | 6h54'00" |
| 2    | Carmine Preziosi | Pelforth      | a 2'06"  |
| 3    | Jos Hoevenaers   | Flandria      | s.t.     |
| 4    | Adriano Durante  | Legnano       | s.t.     |
| 5    | Italo Zilioli    | Carpano       | a 2'38"  |
| 6    | Michele Dancelli | Molteni       | a 5'35"  |
| 7    | Jan Janssen      | Pelforth      | a 6'28"  |
| 8    | Jean Marcarini   | Mercier       | s.t.     |
| 9    | Jo de Roo        | Saint Raphaël | s.t.     |
| 10   | Franco Cribiori  | Gazzola       | s.t.     |